# Mount Meunier
Mount Meunier är ett berg i Antarktis. Det ligger i Västantarktis. Inget land gör anspråk på området. Toppen på Mount Meunier är 665 meter över havet.
Terrängen runt Mount Meunier är kuperad söderut, men norrut är den platt.